# Małe rzeczy (singel)
Małe rzeczy – singel Sylwii Grzeszczak promujący jej solowy album Sen o przyszłości (2011). Utwór został wydany w dniu 17 czerwca 2011 roku. 31 maja 2011 roku piosenka zadebiutowała na POPLiście na miejscu 19 i spędziła na niej 13 tygodni. Singel stał się popularny i przez osiem tygodni z rzędu był najczęściej granym utworem w polskich stacjach radiowych, natomiast teledysk zajął 1. miejsce w notowaniu Polish Video Chart. Piosenkarka dzięki tej piosence odniosła również sukces w konkursie Koncert Lata Radia Zet i TVP2.

## Występy na żywo
17 lipca 2011 roku podczas koncertu Hity na Czasie organizowanego przez stację Eska w Inowrocławiu, Sylwia zaśpiewała tę piosenkę szerszej publice.

## Teledysk
Teledysk kręcono w czerwcu 2011 roku. Przedstawia on pałac w Mosznej, natomiast sceny w środku kręcone były w klasztorze cysterskim w Lubiążu. Za jego realizację odpowiada Grupa 13. Teledysk był oglądany blisko 30 milionów razy.

## Pozycje na listach przebojów
| Lista (2011)                  | Najwyższa pozycja |
| ----------------------------- | ----------------- |
| Polish Airplay Chart          | 1                 |
| Polish Video Chart            | 1                 |
| Radio Podlasie (NAJ 10-tka)   | 1                 |
| Radio Szczecin (SLiP)         | 1                 |
| Radio Złote Przeboje (Top 20) | 1                 |
| RMF FM (Poplista)             | 1                 |
| VIVA Polska (PL Top 10)       | 1                 |
| Wietrzne Radio (Top 15)       | 5                 |